# Флористичне районування

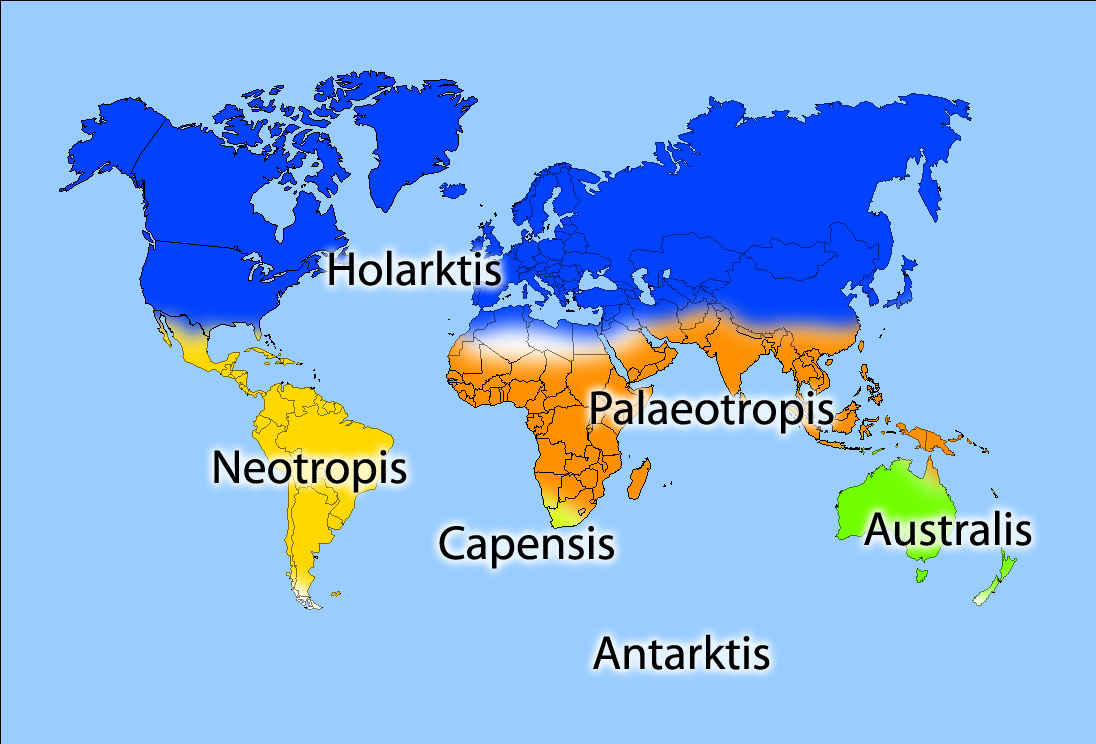
Карта флористичного районування Світу

Флористичне районування — районування поверхні Землі на супідрядні регіони, що відрізняються рангом, ступенем ендемізму, особливостями історії еволюційного становлення і розвитку  флористичного складу. Флористичне районування може пов'язуватися з геоботанічним (комплексне ботаніко-географічне районування) і з ландшафтним районуванням, проте воно не підміняє специфіки кожного виду районування і самостійності одержуваних висновків, хоча можливі збіги.

## Ієрархія
Прийнята система ієрархії флористичного районування базується на виділенні різного розміру просторових ділянок (фітохорій) вкладених одна в одну й ієрархічно підпорядкованих:
- царство, найбільша одиниця, характеризується наявністю ендемічних таксонів на рівні порядків;
- область, характерний ендемізм на рівні родин;
- підобласть, характерний ендемізм на рівні родів;
- провінція, характерні ендемічні види;
- округ,
- район,
- мікрорайон[1].

Заради кращої деталізації при флористичному районуванні можливе виділення проміжних просторових категорій — підобластей, підпровінцій тощо.
Кожна флористична область являє собою територію, на якій розвиток флори протягом геологічно тривалого часу відбувався у відносній ізоляції від сусідніх областей, одночасно з відносно безперешкодним розселенням  рослин всередині такої області. На рівні підобластей і нижчого рангу фітохорій флористичні особливості поєднуються з особливостями рослинного покриву (широколистяні ліси, степ, вічнозелені ліси тощо).

## Районування суходолу

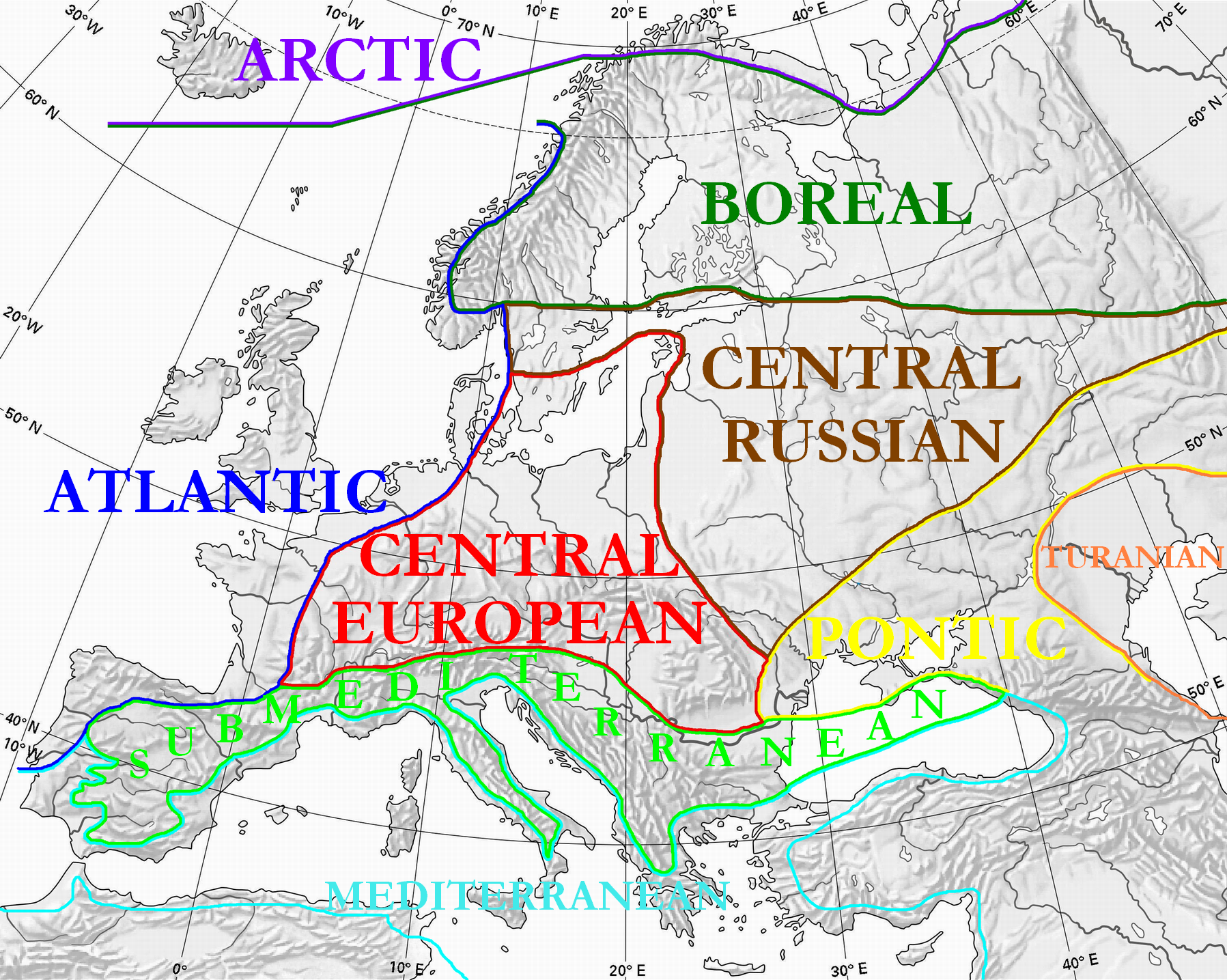
Флористичні регіони Європи

Англійський ботанік Роналд Гуд (1896—1992) ідентифікував шість флористичних царств, пізніше цей поділ уточнив і деталізував радянський ботанік Армен Тахтаджян (1910—2009). У найпоширенішій системі районування Тахтаджяна виділяється 6 флористичних царств і 35 областей:
- Голарктичне царство. Для нього типові: соснові, березові, кленові, грушанкові[2]. 
  - Бореальне підцарство
    - Циркумбореальна область
    - Східноазійська область
    - Атлантично-північноамериканська область
    - Область Скелястих гір

  - Давнє середземноморське підцарство
    - Макаронезійська область
    - Середземноморська область
    - Сахаро-аравійська область
    - Ірано-Туранська область

  - Мадреанське підцарство
    - Мадреанська область
- Палеотропічне флористичне царство
  - Африканське підцарство
    - Гвінео-Конголезька область
    - Судано-Замбезійська область
    - Область Карру-Наміб
    - Область островів Святої Олени і Вознесіння

  - Мадагаскарське підцарство
    - Мадагаскарська флористична область

  - Індо-Малезійське підцарство
    - Індійська область
    - Індокитайська область
    - Малезійська область
    - Фіджійська область

  - Полінезійське підцарство
    - Полінезійська область
    - Гавайська область

  - Новокаледонське підцарство
    - Новокаледонська область
- Неотропічне флористичне царство
  - Карибська область
  - Область Гвіанського нагір'я
  - Амазонська область
  - Центральнобразильська область
  - Андійська область
- Капське флористичне царство
  - Капська флористична область
- Австралійське флористичне царство. Спільність родин виражена слабко, загальнохарактерними є лише протейні і рестіонові[2].
  - Північно-східноавстралійська флористична область
  - Південно-західноавстралійська флористична область
  - Центральноавстралійська флористична область
- Голантарктичне флористичне царство
  - Хуан-Фернандеська область
  - Чилійсько-Патагонська область
  - Область субантарктичних океанічних островів
  - Новозеландська область